# Eternal Sunshine
Albums de Ariana Grande
Positions (2020)
Singles
1. Yes, And?
Sortie : 12 janvier 2024
2. We Can't Be Friends (Wait for Your Love)
Sortie : 8 mars 2024
3. The Boy is Mine
Sortie : 7 juin 2024

Eternal Sunshine est le septième album studio de la chanteuse américaine Ariana Grande, publié le 8 mars 2024 par Republic Records. Cet album fait suite à Positions, son sixième album, sorti en octobre 2020.
Le premier single, Yes, And?, a été dévoilé le 12 janvier 2024. Le second single, We Can't Be Friends (Wait for Your Love), sort le 8 mars 2024 en même temps que l'album. Le troisième, The Boy is Mine, est exploité en single le 7 juin 2024. Les deux premiers singles se classent à la première place du Billboard Hot 100 aux États-Unis. Il s'agit du second album d'Ariana Grande à avoir deux singles issus d'un même album classés no 1 dans ce classement, après Thank U, Next.
Une version Deluxe de l’album intitulé Eternal Sunshine Deluxe: Brighter Days Ahead sort le 28 mars 2025, incluant six nouvelles chansons. Cette dernière est accompagnée par la sortie d'un court-métrage intitulé Brighter Days Ahead et diffusé en ligne et dans une sélection de cinémas lors d'évènements à destination des fans.

## Historique

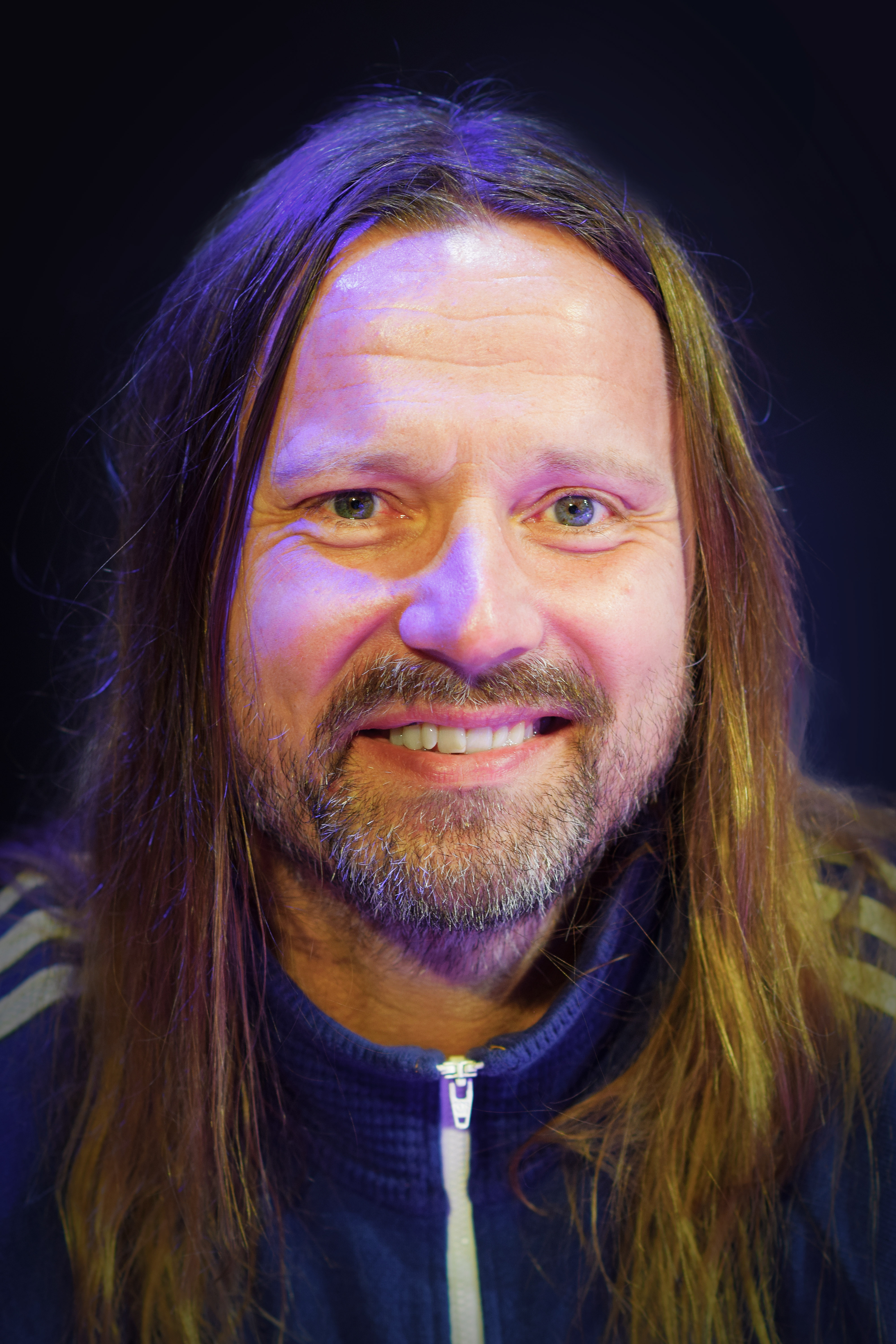
Max Martin en 2023, avec qui Ariana Grande a collaboré pour créer cet album.

L'album est composé de 13 morceaux. Le titre tire son nom du film Eternal Sunshine of the Spotless Mind réalisé par Michel Gondry, sorti en 2004, avec Jim Carrey et Kate Winslet dans les deux rôles principaux.
Le 17 janvier 2024, la chanteuse partage une série de publications sur Instagram avec la description : “Eternal Sunshine 3.8”. Elle révèle le 27 février 2024 dans une interview accordée à Zach Sang qu'elle a commencé à travailler sur l'album en septembre 2023, après que la grève de SAG-AFTRA ait temporairement interrompu le tournage de Wicked. Grande a partagé que cet album était imprévu, elle souhaitait se remettre à la musique une fois que les deux premiers films Wicked seraient tournés.
Ariana Grande a collaboré avec le producteur Max Martin pendant quelques semaines et Ilya Salmanzadeh (en) pour créer cet album.

## Promotion

### Singles
Le 4 janvier 2024, Ariana Grande apparaît en public avec un sweat-shirt où il est inscrit « yes, and ? », laissant penser que cette inscription est en lien avec son prochain album. Quelques jours plus tard, le 12 janvier 2024, le premier single de l'album Eternal Sunshine, Yes, And?, sort sur les plateformes digitales accompagné d'un clip vidéo. Le single se classe au sommet du Billboard Hot 100 marquant le huitième titre numéro 1 d'Ariana Grande aux États-Unis. Yes, And?, se classe également numéro 1 des classements mondiaux Billboard Global 200 et Billboard Global Excl. U.S. Le mois suivant, un remix de Yes, And? sort en collaboration avec Mariah Carey.
Le 5 février 2024, Ariana Grande annonce via ses réseaux sociaux qu'il n'y aura pas d'autre single avant la sortie de son prochain album car la chanteuse souhaite que ses fans puissent faire « l’expérience de découvrir Eternal Sunshine dans son intégralité cette fois-ci ».
Le 8 mars 2024, Ariana Grande sort en simultané de l'album le titre We Can't Be Friends (Wait for Your Love) en tant que second single. Le clip vidéo de ce single, qui met également en scène l'acteur Evan Peters, a été décrit par Ariana Grande comme sa propre version courte du film Eternal Sunshine of the Spotless Mind. Ce second single se classe également numéro 1 du classement américain Billboard Hot 100, et des classements mondiaux Billboard Global 200 et Billboard Global Excl. U.S.
Le huitième titre de Eternal Sunshine, intitulé The Boy is Mine, devient rapidement viral sur le réseau social TikTok peu après sa sortie et est repris par plusieurs célébrités.
Le 7 juin 2024, l'exploitation de The Boy is Mine en tant que troisième single commence avec la publication d'un clip vidéo mettant cette fois-ci en scène l'acteur Penn Badgley. Le clip vidéo présente également un caméo de Brandy et Monica, qui ont sorti le titre homonyme The Boy Is Mine en 1998 et qui, selon Ariana Grande, a inspiré sa propre version.

## Liste des titres
| Eternal Sunshine – Édition standard | Eternal Sunshine – Édition standard      | Eternal Sunshine – Édition standard | Eternal Sunshine – Édition standard                                    | Eternal Sunshine – Édition standard | Eternal Sunshine – Édition standard | Eternal Sunshine – Édition standard | Eternal Sunshine – Édition standard | Eternal Sunshine – Édition standard | Eternal Sunshine – Édition standard |
| No                                  | Titre                                    | Paroles                             | Musique                                                                | Durée                               |                                     |                                     |                                     |                                     |                                     |
| ----------------------------------- | ---------------------------------------- | ----------------------------------- | ---------------------------------------------------------------------- | ----------------------------------- | ----------------------------------- | ----------------------------------- | ----------------------------------- | ----------------------------------- | ----------------------------------- |
| 1.                                  | Intro (End of the World)                 | Ariana Grande                       | Ariana Grande, Shintaro Yasuda, Nick Lee, Aaron Paris                  | 1:33                                |                                     |                                     |                                     |                                     |                                     |
| 2.                                  | Bye                                      | Ariana Grande, Max Martin           | Ariana Grande, Max Martin, Ilya Salmanzadeh                            | 2:45                                |                                     |                                     |                                     |                                     |                                     |
| 3.                                  | Don't Wanna Break Up Again               | Ariana Grande, Max Martin           | Ariana Grande, Max Martin, Ilya Salmanzadeh                            | 2:55                                |                                     |                                     |                                     |                                     |                                     |
| 4.                                  | Saturn Returns Interlude                 | Diana Garland                       | Ariana Grande, Max Martin, Ilya Salmanzadeh, Will Loftis               | 0:43                                |                                     |                                     |                                     |                                     |                                     |
| 5.                                  | Eternal Sunshine                         | Ariana Grande                       | Ariana Grande, Max Martin, Ilya Salmanzadeh, Shintaro Yasuda, Davidior | 3:31                                |                                     |                                     |                                     |                                     |                                     |
| 6.                                  | Supernatural                             | Ariana Grande                       | Ariana Grande, Max Martin, Oscar Görres                                | 2:44                                |                                     |                                     |                                     |                                     |                                     |
| 7.                                  | True Story                               | Ariana Grande, Max Martin           | Ariana Grande, Max Martin, Ilya Salmanzadeh                            | 2:44                                |                                     |                                     |                                     |                                     |                                     |
| 8.                                  | The Boy is Mine                          | Ariana Grande, Max Martin           | Ariana Grande, Max Martin, Ilya Salmanzadeh, Shintaro Yasuda, Davidior | 2:54                                |                                     |                                     |                                     |                                     |                                     |
| 9.                                  | Yes, And?                                | Ariana Grande                       | Ariana Grande, Max Martin, Ilya Salmanzadeh                            | 3:35                                |                                     |                                     |                                     |                                     |                                     |
| 10.                                 | We Can't Be Friends (Wait for Your Love) | Ariana Grande                       | Ariana Grande, Max Martin, Ilya Salmanzadeh                            | 3:49                                |                                     |                                     |                                     |                                     |                                     |
| 11.                                 | I Wish I Hated You                       | Ariana Grande                       | Ariana Grande, Ilya Salmanzadeh                                        | 2:34                                |                                     |                                     |                                     |                                     |                                     |
| 12.                                 | Imperfect for You                        | Ariana Grande, Max Martin           | Ariana Grande, Max Martin, Ilya Salmanzadeh, Peter Kahm                | 3:03                                |                                     |                                     |                                     |                                     |                                     |
| 13.                                 | Ordinary Things (feat. Nonna)            | Ariana Grande, Nonna                | Ariana Grande, Max Martin, Luka Kloser, Nick Lee                       | 2:49                                |                                     |                                     |                                     |                                     |                                     |
| 35:32                               |                                          |                                     |                                                                        |                                     |                                     |                                     |                                     |                                     |                                     |

| Eternal Sunshine – Slightly Deluxe | Eternal Sunshine – Slightly Deluxe    | Eternal Sunshine – Slightly Deluxe | Eternal Sunshine – Slightly Deluxe | Eternal Sunshine – Slightly Deluxe | Eternal Sunshine – Slightly Deluxe | Eternal Sunshine – Slightly Deluxe | Eternal Sunshine – Slightly Deluxe | Eternal Sunshine – Slightly Deluxe | Eternal Sunshine – Slightly Deluxe |
| No                                 | Titre                                 | Durée                              |                                    |                                    |                                    |                                    |                                    |                                    |                                    |
| ---------------------------------- | ------------------------------------- | ---------------------------------- | ---------------------------------- | ---------------------------------- | ---------------------------------- | ---------------------------------- | ---------------------------------- | ---------------------------------- | ---------------------------------- |
| 14.                                | Supernatural (avec Troye Sivan)       | 2:44                               |                                    |                                    |                                    |                                    |                                    |                                    |                                    |
| 15.                                | Imperfect for You - Acoustic          | 3:04                               |                                    |                                    |                                    |                                    |                                    |                                    |                                    |
| 16.                                | True Story - A Capella                | 2:43                               |                                    |                                    |                                    |                                    |                                    |                                    |                                    |
| 17.                                | Yes, And? - Remix (avec Mariah Carey) | 3:35                               |                                    |                                    |                                    |                                    |                                    |                                    |                                    |
| 47:23                              |                                       |                                    |                                    |                                    |                                    |                                    |                                    |                                    |                                    |

| Eternal Sunshine Deluxe: Brighter Days Ahead | Eternal Sunshine Deluxe: Brighter Days Ahead | Eternal Sunshine Deluxe: Brighter Days Ahead | Eternal Sunshine Deluxe: Brighter Days Ahead          | Eternal Sunshine Deluxe: Brighter Days Ahead | Eternal Sunshine Deluxe: Brighter Days Ahead | Eternal Sunshine Deluxe: Brighter Days Ahead | Eternal Sunshine Deluxe: Brighter Days Ahead | Eternal Sunshine Deluxe: Brighter Days Ahead | Eternal Sunshine Deluxe: Brighter Days Ahead |
| No                                           | Titre                                        | Paroles                                      | Musique                                               | Durée                                        |                                              |                                              |                                              |                                              |                                              |
| -------------------------------------------- | -------------------------------------------- | -------------------------------------------- | ----------------------------------------------------- | -------------------------------------------- | -------------------------------------------- | -------------------------------------------- | -------------------------------------------- | -------------------------------------------- | -------------------------------------------- |
| 14.                                          | Intro (End of the World) - extended          | Ariana Grande                                | Ariana Grande, Shintaro Yasuda, Nick Lee, Aaron Paris | 2:42                                         |                                              |                                              |                                              |                                              |                                              |
| 15.                                          | Twilight Zone                                | Ariana Grande                                | Ariana Grande, Max Martin, Ilya Salmanzadeh           | 3:19                                         |                                              |                                              |                                              |                                              |                                              |
| 16.                                          | Warm                                         | Ariana Grande                                | Ariana Grande, Max Martin, Oscar Görres               | 3:22                                         |                                              |                                              |                                              |                                              |                                              |
| 17.                                          | Dandelion                                    | Ariana Grande                                | Ariana Grande, Max Martin, Ilya Salmanzadeh           | 3:25                                         |                                              |                                              |                                              |                                              |                                              |
| 18.                                          | Past Life                                    | Ariana Grande                                | Ariana Grande, Max Martin, Ilya Salmanzadeh           | 3:36                                         |                                              |                                              |                                              |                                              |                                              |
| 19.                                          | Hampstead                                    | Ariana Grande                                | Ariana Grande, Max Martin, Ilya Salmanzadeh           | 3:37                                         |                                              |                                              |                                              |                                              |                                              |
| 55:30                                        |                                              |                                              |                                                       |                                              |                                              |                                              |                                              |                                              |                                              |

## Classements et certifications

### Classements hebdomadaires
| Classement (2024)             | Meilleure position |
| ----------------------------- | ------------------ |
| Allemagne (Media Control AG)  | 3                  |
| Australie (ARIA)              | 1                  |
| Autriche (Ö3 Austria Top 40)  | 2                  |
| Belgique (Flandre Ultratop)   | 1                  |
| Belgique (Wallonie Ultratop)  | 1                  |
| Canada (Canadian Albums)      | 1                  |
| Danemark (Tracklisten)        | 1                  |
| Espagne (Promusicae)          | 2                  |
| États-Unis (Billboard 200)    | 1                  |
| France (SNEP)                 | 2                  |
| Irlande (IRMA)                | 1                  |
| Italie (FIMI)                 | 4                  |
| Japon (Billboard Japan)       | 14                 |
| Norvège (VG-lista)            | 1                  |
| Nouvelle-Zélande (RIANZ)      | 1                  |
| Pays-Bas (Mega Album Top 100) | 1                  |
| Royaume-Uni (UK Albums Chart) | 1                  |
| Suède (Sverigetopplistan)     | 2                  |
| Suisse (Schweizer Hitparade)  | 2                  |

### Certifications
| Pays                  | Certification | Ventes/Équivalence |
| --------------------- | ------------- | ------------------ |
| Canada (Music Canada) | Platine       | 80 000             |
| États-Unis (RIAA)     | Platine       | 1 000 000          |
| France (SNEP)         | Platine       | 100 000            |
| Royaume-Uni (BPI)     | Or            | 100 000            |

## Historique de sortie
| Région | Date             | Format(s)                                                       | Version                       | Label            | Ref    |
| ------ | ---------------- | --------------------------------------------------------------- | ----------------------------- | ---------------- | ------ |
| Monde  | 8 mars 2024      | - Téléchargement numérique - streaming - CD - cassette - vinyle | Standard                      | Republic Records |        |
| Monde  | 11 mars 2024     | - Téléchargement numérique - Streaming                          | Slightly deluxe               | Republic Records | [ 42 ] |
| Monde  | 1er octobre 2024 | - Téléchargement numérique - Streaming                          | Slightly deluxe and also live | Republic Records | [ 43 ] |
| Monde  | 28 mars 2025     | - Téléchargement numérique - Streaming - CD - vinyle            | Deluxe                        | Republic Records | [ 44 ] |